# Akrites
Akrites (in greco Ακρίτες?) è un ex comune della Grecia nella periferia della Macedonia Occidentale di 1.109 abitanti secondo i dati del censimento 2001.
È stato soppresso a seguito della riforma amministrativa detta Programma Callicrate in vigore dal gennaio 2011 ed è ora compreso nel comune di Nestorio.